# چابانماخی
چابانماخی (به لاتین: Chabanmakhi) یک منطقهٔ مسکونی در روسیه است که در داغستان واقع شده‌است.